# Jaume Grau i Masbernat
|  | Per a altres significats, vegeu «Jaume Grau». |

Jaume Grau i Masbernat   (Barcelona, 1960) és un biòleg, escriptor i guionista català.
Fill de Barcelona, però amb els ascendents al Pla d'Urgell, es va llicenciar en ciències biològiques per acabar treballant de guionista a la televisió. Totes aquestes contradiccions inicials, però, no l'han impedit de col·laborar el mitjans tan diversos com La Vanguardia, Ràdio Barcelona, Catalunya Ràdio, Televisió de Catalunya o la revista Sàpiens.. Va ser director de programes i d'Antena d'IB3 Televisió. Va estar al capdavant d'una productora de televisió (Mercuri SGP) i ha dirigit els documentals de divulgació científica "Conviure amb el risc", "L'aigua en joc", "Explorant l'univers" i "Propera parada: Mart", i el contrafactual històric "Viva la República" estrenat per la Sexta Televisió. Ha estat guionista del programa "En guàrdia" i de "El nas de Cleòpatra", de Catalunya Ràdio. Ha estat director d'antena d'IB3 TV. És l'autor del documental "Espagne, la nouvelle donne", coproduït amb el canal franco-alemany ARTE. Ha publicat, entre d'altres "La natura no té drets", "Carlinades", l'"Ombra dels peixos","El diari de John Smith", "La Història de Barcelona en 10 passejades" o "Boires". És col·laborador habitual del diari Público, de Catalunya Ràdio i de Televisió de Catalunya. Ha estat el guionista del documental produït per Mediapro "Las Cloacas de Interior", autor del llibre publicat per Catedral books "Les clavegueres de l'Estat" i autor pel canal ARTE d' "Espagne, la nouvelle donne".

## Obra
- Em dic Ramona (2000).[4]
- La natura no té drets (Cossetània Edicions, 2005).[5]
- Carlinades. El Far West a la catalana (Cossetània Edicions, 2007).[6]
- L'ombra dels Peixos (Lleonard Muntaner, 2011).[7]
- El diari de John Smith(2017).[8]
- Les clavegueres de l'Estat (Catedral Books, 2018).[9]
- La història de Barcelona en 10 passejades: des dels romans fins a l'actualitat (2020).[10]
- Boires (2022)